# Doopsgezinde Gemeente Amsterdam
De Verenigde Doopsgezinde Gemeente Amsterdam (VDGA) is een kerkelijke gemeente in de stad Amsterdam. De gemeente had in 2008 500 leden en 300 belangstellenden en wordt bestuurd door een gekozen kerkeraad. Het beleid van de gemeente wordt vastgelegd tijdens de Algemene Ledenvergadering die tweemaal per jaar wordt gehouden. In de Doopsgezinde Gemeente Amsterdam is een predikantenteam werkzaam. Daarnaast zijn er twee personen aangesteld voor het jongerenwerk.
Het blad ‘In dit Amsterdam’ (IdA) wordt maandelijks gedrukt. De Doopsgezinde Gemeente Amsterdam is lid van de Algemene Doopsgezinde Sociëteit, het landelijk overkoepelend orgaan dat namens de doopsgezinde gemeenten in Nederland naar buiten treedt. 
Onder de gemeente vallen de Singelkerk in het centrum en het Meerpadkerkje in Amsterdam-Noord.
Daarnaast worden er diensten gehouden in het Menno Simonshuis in Buitenveldert.

## Geschiedenis
Amsterdam heeft in de 18e eeuw meer dan tien doopsgezinde richtingen gekend. De verschillende doopsgezinde kerkjes of "sociëteiten" kwamen in evenzovele schuilkerken bijeen, die meer en meer samengingen. Kerkgebouwen waren er onder meer ‘Bij de Zon’, ‘Bij het Lam’ en ‘Bij de Toren’. Pas in 1801 is door samenvoeging van de gemeenten ‘Bij het Lam’ en ‘Bij de Zon’ de  Vereenigde Doopsgezinde Gemeente Amsterdam, kortweg VDGA, ontstaan. De gevelsteen met een zon en een lam op de Vermaning aan het Singel staat symbool voor deze historie. De Singelkerk, door de gevelsteen ook bekend als Het Lam, is een schuilkerk wat betekent dat men vanaf de openbare weg niet kan zien dat er achter de huizen een kerk staat.
De doopsgezinden hebben een belangrijke rol in de Amsterdamse geschiedenis gespeeld. Een aantal families heeft een rol gespeeld in de politiek, de bankwereld en het zakenleven. Voorbeelden zijn de familie Van Eeghen, Jan Jacob Brants,  van Aldewerelt, De Flines, Hope, Hodshon, van Lennep, Rutgers van Roozenburg en Casparus Barlaeus. Omdat een doopsgezinde vóór 1795 niet benoembaar was in de vroedschap en het college van burgemeesters werd een aantal van deze families hervormd.
De Gouden Bocht van de Amsterdamse Herengracht werd wel de "Mennistenhemel" genoemd omdat daar tal van puissant rijke doopsgezinde Amsterdammers woonden.

## Archief
Het eeuwen beslaande en vrij complete archief van de Doopsgezinde Gemeente Amsterdam is in bewaring gegeven bij het Stadsarchief Amsterdam. Het archief is nagenoeg compleet wat betreft vergaderstukken en algemene correspondentie. De ledenadministratie bestaat grotendeels uit een losbladig kaartsysteem. De lidmatenboeken zijn nog in gebruik en bevinden zich in de kluis in de Singelkerk. De archieven van de wijkcommissies zijn redelijk compleet maar archiefstukken van zusterkringen en andere kringen ontbreken.